# Пурпурногрудая настоящая котинга
Пурпурногрудая настоящая котинга (лат. Cotinga cotinga) — вид птиц рода настоящие котинги семейства котинговых. Подвидов не выделяют. 

## Распространение и среда обитания
Распространен от крайней восточной Колумбии, южной и восточной Венесуэлы, Гайаны, Суринама, Французской Гвианы и в Бразилии к северу и востоку от Амазонии (с востока на запад от Мараньяна и с юга на крайний север от Токантинса). Также были единичные встречи с этой птицей в северо-восточном Перу (Сан-Мартин) и западной Бразилии (Рондония, южный Амазонас).

## Описание
Длина от 18 до 19 см. У самца кобальтово-синее оперение; горло, грудь и верхняя часть брюха пурпурные. Самка коричневая. У неё темные спина и крылья, светлое горло, а также светлый низ.